# Columnea robusta
Columnea robusta är en tvåhjärtbladig växtart som först beskrevs av Wiehler, och fick sitt nu gällande namn av L.E. Skog. Columnea robusta ingår i släktet Columnea och familjen Gesneriaceae. Inga underarter finns listade i Catalogue of Life.